# Akira Amari

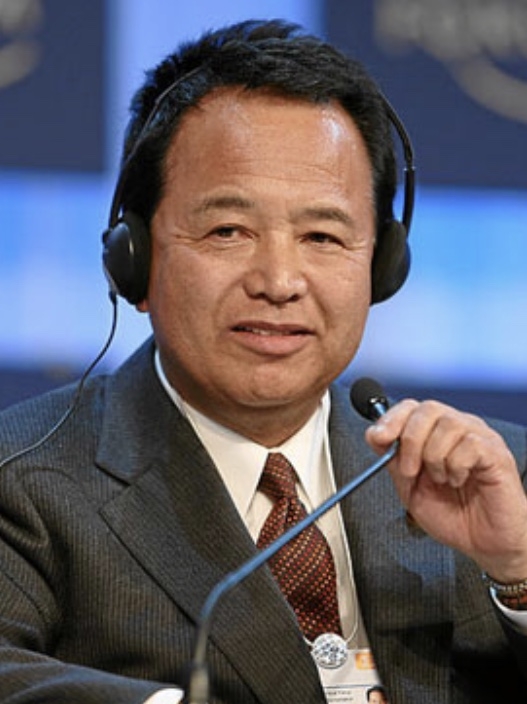
Akira Amari (2013)

Akira Amari (jap. 甘利 明 Amari Akira; * 27. August 1949 in Atsugi, Präfektur Kanagawa) ist ein japanischer Politiker. Von 1983 bis 2024 war er ohne Unterbrechung Abgeordneter im Unterhaus des nationalen Parlaments. Er war mehrfach Minister, unter anderem Arbeits- und Wirtschaftsminister, und in der Liberaldemokratischen Partei (LDP) 2012 PARC-Vorsitzender und 2021 kurzzeitig Generalsekretär. In der LDP gehört Amari der Asō-Faktion an.

## Leben
Amari schloss 1972 sein Studium an der Keiō-Universität ab. Nach zweieinhalb Jahren als Angestellter von Sony wurde er Sekretär im Büro seines Vaters, des Unterhausabgeordneten Tadashi Amari. Seit 1983 ist Akira Amari selbst in direkter Nachfolge seines Vaters Abgeordneter im Unterhaus, ursprünglich für den Neuen Liberalen Klub im damaligen SNTV-Dreimandatswahlkreis Kanagawa 3. Bei der Wahl 2021 im FPTP-Wahlkreis Kanagawa 13 wurde er zum insgesamt 13. Mal ins Unterhaus gewählt. Er ist Mitglied der japanisch-chinesischen und der japanisch-koreanischen Parlamentariergruppen. 1989 war Amari parlamentarischer Staatssekretär im MITI. Vom 30. Juli 1998 bis zum 5. Oktober 1999 war er im Kabinett Obuchi Arbeitsminister unter Premierminister Keizō Obuchi. Unter Shinzō Abe und dessen Nachfolger Yasuo Fukuda war Amari vom 26. September bis zum 1. August 2008 Japans Minister für Wirtschaft, Handel und Industrie. Nach dem Rücktritt von Takehiko Endō als Minister für Landwirtschaft, Forsten und Fischerei übernahm er am 3. September 2007 für einen Tag kommissarisch dessen Amtsgeschäfte. Nach einem Monat ohne Ministeramt berief ihn Premierminister Tarō Asō zum 24. September als Staatsminister für Deregulierung (規制改革, wörtlich „Regulierungsreform“) in sein Kabinett, dem er bis zum Rücktritt im September 2009 angehörte.
Nach der Wahl Shinzō Abes zum Parteivorsitzenden 2012 berief dieser Amari als PARC-Vorsitzenden in die Parteiführung, nach dem LDP-Sieg bei der Unterhauswahl im Dezember 2012 als Minister für Wirtschafts- und Fiskalpolitik in sein zweites Kabinett. Amari ist, wie Premier Abe und  weitere Kabinett- und LDP-Parteimitglieder, Mitglied der als revisionistisch geltenden Nippon Kaigi. Am 28. Januar 2016 trat er nach Korruptionsvorwürfen zurück, bestreitet diese aber.
2021 wurde Amari unter dem neuen Parteivorsitzenden Fumio Kishida Generalsekretär der LDP. Bei der bald darauf folgenden Unterhauswahl 2021 verlor Amari Kanagawa 13 knapp an Hideshi Futori (KDP). Er gewann zwar den zweiten der neun LDP-Verhältniswahlsitze in Süd-Kantō; aber nach der historischen Niederlage – noch nie zuvor hatte ein amtierender LDP-Generalsekretär eine Mehrheitswahlniederlage hinnehmen müssen –, trat Amari als Generalsekretär zurück. Nachfolger wurde Toshimitsu Motegi aus der bisherigen Takeshita-Faktion des kurz vor der Wahl verstorbenen Wataru Takeshita, für deren künftige Führung Motegi auch ein Favorit war und die er kurz darauf übernahm.
Bei der 2022 beschlossenen Neuverteilung der Wahlkreise nach Adams-Verfahren gewann Kanagawa zwei Wahlkreise und Amari übernahm die Führung der neuen LDP-Zweigstelle Kanagawa 20, an die in der Regel die LDP-Unterhuaskandidatur geknüpft ist. Der neue Wahlkreis 20 umfasst wie vorher der alte Wahlkreis 13 teilweise nun die gesamte Stadt Zama, sonst aber vor allem einen Bezirk der Großstadt Sagamihara. Bei der letztlich 2024 durchgeführten Wahl unterlag er klar der Quereinsteigerin/Altenpflegerin Sayuri Ōtsuka (KDP); da er die unter Jun’ichirō Koizumi eingeführte Altersgrenze von 73 für LDP-Verhältniswahlkandidaten überschritten hatte, war er auch kein Doppelkandidat bei der Verhältniswahl und schied aus dem Unterhaus aus, hätte mit seiner Mehrheitswahlniederlage (sekihairitsu 75,9 %) aber auch einen Verhältniswahlsitz auf der LDP-Liste Süd-Kantō verpasst.

## Familie
Akira Amari ist ein Nachfahre des Generals Amari Torayasu, der während der Sengoku-Zeit im Dienste von Takeda Shingen stand.